# Füstös sirály
A füstös sirály (Ichthyaetus hemprichii) a sirályfélék családjának egyik faja, említhetik egyes forrásokban ádeni sirály néven is. Tudományos neve, illetve egyes nyelveken a nemzeti neve az egyik leírója, Wilhelm Hemprich nevét őrzi. Előfordulási területe az alábbi országokra terjed ki: Bahrein, Dzsibuti, Egyesült Arab Emírségek, Egyiptom, Eritrea, India, Irán, Izrael, Jemen, Jordánia, Katar, Kenya, Libanon, Maldív-szigetek, Mozambik, Omán, Pakisztán, Srí Lanka, Szaúd-Arábia, Szomália, Szudán és Tanzánia. Számos más sirályfajhoz hasonlóan, hagyományosan a Larus nemzetséghez sorolják.

## Elterjedés és élőhely
A füstös sírály őshonosnak tekinthető a Vörös-tengeren, az Ádeni-öbölben, az Ománi-öbölben és a Perzsa-öbölben, de kelet felé egészen Pakisztánig előfordul. Ugyancsak őshonos Afrika keleti partvidékén, egészen Tanzániáig és Mozambikig. Inkább csak kóborlóként fordul elő Indiában, Sri Lankán, a Maldív-szigeteken, Jordániában, Libanonban, Izraelben és Bahreinben. Jellemzően tengerparti madár, ritkán hagyja el a tengert 10 kilométernél nagyobb távolságra, habár megfigyelték már a legközelebbi tengerparttól 140 kilométerre is. Gyakran látogatja a kikötőket és az árapályzónát. A Vörös-tengeri populáció nagyrészt állandó, más populációk részleges vonulók, költés után délebbre húzódnak.

## Életmód

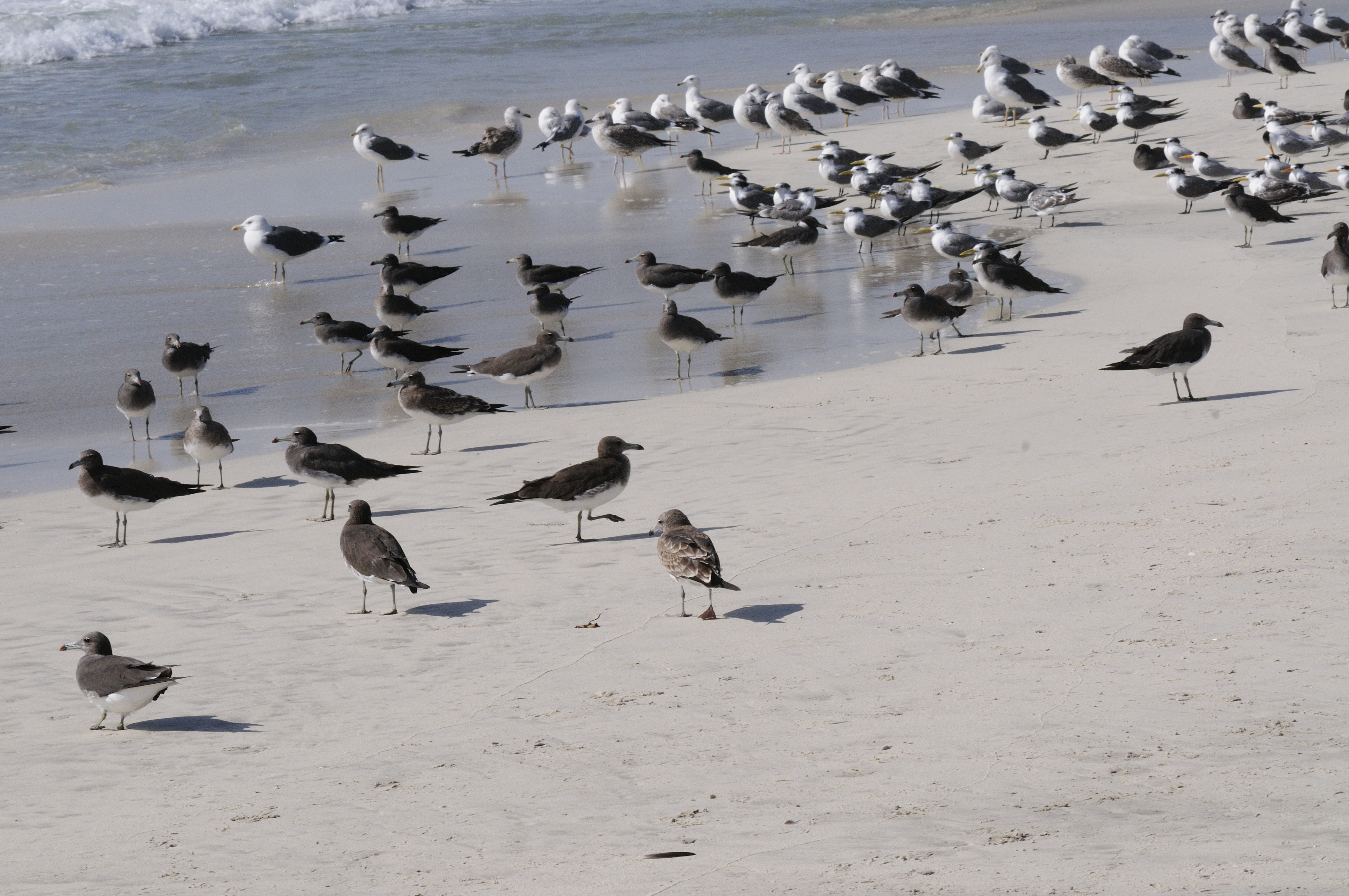
Füstös sirályok egy ománi tengerparton

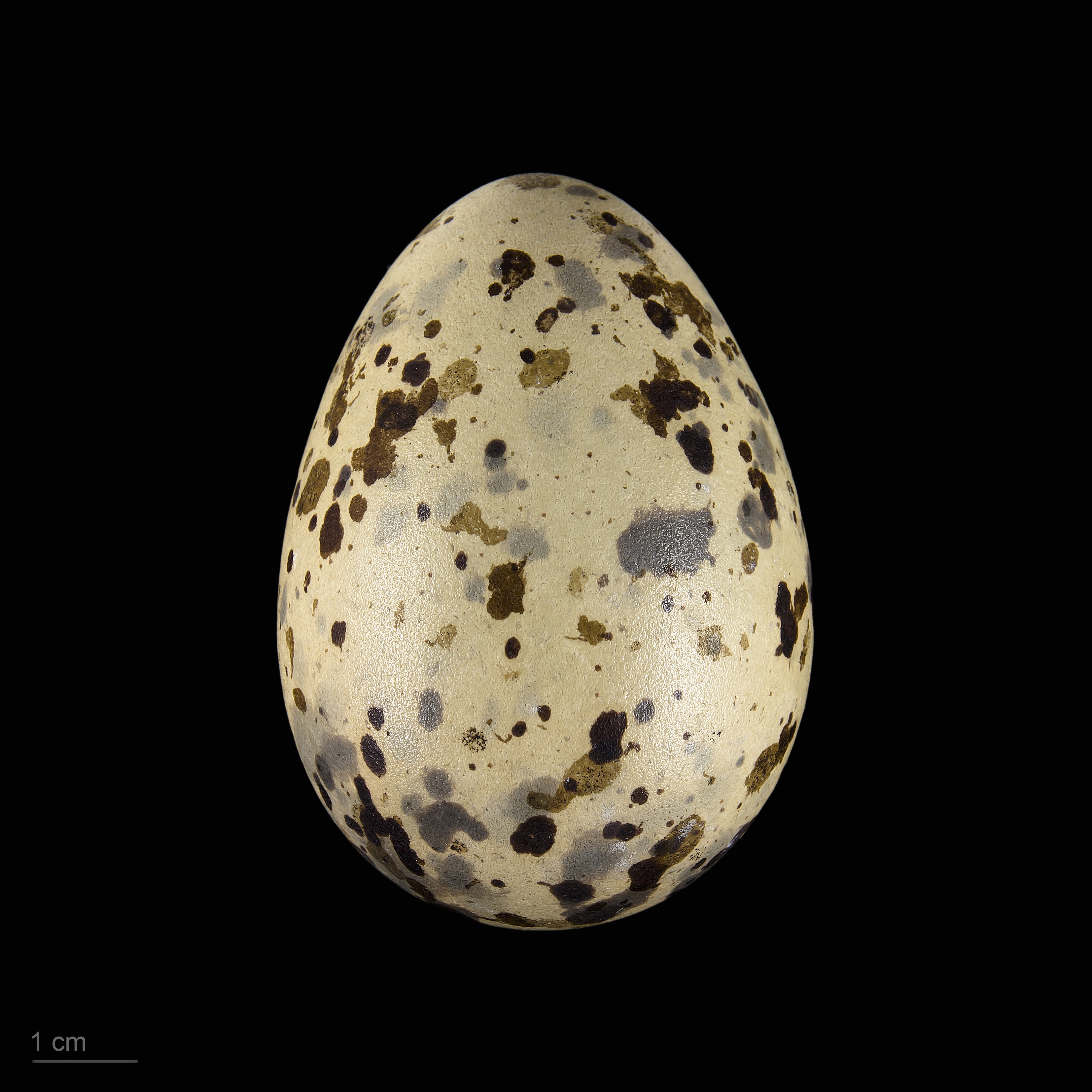
Ichthyaetus hemprichii

A füstös sirály, más sirályfajokhoz hasonlóan alapvetően ragadozó (halevő), de előszeretettel jár táplálékot keresni a hulladéklerakó telepekre is. Fő táplálékát a saját maga által fogott kisebb halak, partra vetett haldögök, rákok, frissen kikelt teknősembriók, illetve más tengeri madarak tojásai és fiókái képezik.
Nyáron költ, jellemzően kisebb kolóniákban fészkel, korallzátonyokon vagy korallszirtektől védett szigeteken. Többnyire tiszta kolóniákat képez, de néha más tengeri madárfajokkal közösen is fészkel. A fészek sokszor csak egy sekély mélyedés, amit a madár a korallszirt felszínébe kapar, de a szülők néha mangrove-ágak vagy más ritkás növényzet takarásában alakítják ki fészkelőhelyüket.

## Természetvédelmi státusz
A Természetvédelmi Világszövetség listája szerint a füstös sirály nem veszélyeztetett faj, tekintve, hogy elterjedési területe meglehetősen széles, és a teljes populációja is nagy. Becslések szerint állománya valamelyest csökken, de a csökkenés mértéke nem akkora, hogy a fajt egy ennél veszélyeztetettebb kategóriába kelljen áthelyezni. A faj fennmaradását veszélyeztető fenyegetések közé tartozik a hagyományos élőhelyei egy részének olajkitermelési célú felhasználása, illetve az olajszennyeződés lehetősége.